# 喬克托 (密西西比州)
喬克托（英語：Choctaw）是位於美國密西西比州玻利瓦縣的非建制地區。

## 歷史
喬克托的郵局於1895年設立，其後於1920年停運。

## 地理
喬克托所處的海拔為高於海平面39米（即128英呎），而該地所採用的時區為UTC-6，即北美中部時區（CST）。同時該地設有夏令時間，為UTC-6調快一小時，即UTC-5（CDT）。